# Danielle Nicolet
Danielle Nicolet (Ashtabula (Ohio), 24 november 1973), geboren als Daniele Diggs, is een Amerikaanse actrice en stemactrice.

## Biografie
Nicolet werd geboren in Ashtabula (Ohio), later verhuisde zij met haar familie naar Zuid-Californië waar zij ging trainen in gymnastiek. Dit bleef zij haar hele kindertijd doen, later besefte zij toch dat haar toekomst in het acteren lag en stopte met gymnastiek.
Nicolet begon in 1991 met acteren in de televisieserie Family Matters, waarna zij nog meerdere rollen speelde in televisieseries en films. Zij is vooral bekend van haar rol als Caryn in de televisieserie 3rd Rock from the Sun, waar zij in 42 afleveringen speelde (1996-2001). Naast het acteren is zij ook actief als stemactrice, zo heeft zij onder andere gesproken in X-Men (2011) en Naruto Shippuden (2010-2012). Naast het verlenen van haar stem voor diverse animatieseries heeft zij ook diverse videospellen ingesproken.

## Filmografie

### Films
- 2020 Faith Based - als Tiffany
- 2018 Acrimony - als Sarah
- 2017 Deidra & Laney Rob a Train - als Marigold
- 2016 Believe - als Sharon Joseph
- 2016 Central Intelligence - als Maggie
- 2015 Good Session - als Andrea
- 2014 All Stars - als Kim Lockemer
- 2011 Red Faction: Origins - als Tess De La Vega
- 2011 Ticking Clock - als Gina Hicks
- 2009 Knuckle Draggers - als Renee
- 2007 The Weekend - als Debbie
- 2006 The Bliss - als Daisy Free
- 2006 The Strange Case of Dr. Jekyll and Mr. Hyde - als Whitney
- 2004 Ta divna Splitska noc - als Jeanie
- 2003 A Light in the Forest - als Britta Rinegelt
- 2000 Child 2 Man - als Freebe
- 1998 Melting Pot - als Deuandranice
- 1998 Shadow of Doubt - als Cheryl
- 1996 The Prince - als deftige prostituee
- 1996 Fall Into Darkness - als Tracey
- 1996 Where Truth Lies - als Lisa
- 1993 Loaded Weapon 1 - als Debbie Luger
- 1992 The Jacksons: An American Dream - als Verla

### Televisieseries
Uitgezonderd eenmalige gastrollen.
- 2015-2023 The Flash - als Cecille Horton - 107 afl.
- 2015-2016 Da Jammies - als LaLa - 7 afl.
- 2015-2016 Born Again Virgin - als Jenna - 22 afl.
- 2014-2015 The Game - als Yana - 9 afl.
- 2012-2013 NFL Rush Zone - als Shandra (stem) - 6 afl.
- 2013 Family Tools - als Lisa 'Stitch' Poynton - 10 afl.
- 2010-2012 Naruto Shippuden - als Karui (stem) - 11 afl.
- 2011 X-Men: The Animated Series - als Storm / Ororo Munroe (stemmen) - 12 afl.
- 2010 Marry Me - als Candace - 2 afl.
- 2009 Brothers - als Amara - 2 afl.
- 2008 The Starter Wife - als Liz Marsh - 10 afl.
- 2007 Heartland - als verpleegster Mary Singletary - 9 afl.
- 2007 All of Us - als Jill - 3 afl.
- 2004-2005 Second Time Around - als Paula - 13 afl.
- 2004 The Bernie Mac Show - als Cheryl - 2 afl.
- 1996-2001 3rd Rock from the Sun - als Caryn - 42 afl.
- 2000 Undressed - als Cory - 3 afl.
- 1991-1992 Family Matters - als Vonda Mahoney - 3 afl.

### Computerspellen
- 2015 Mortal Kombat X - als Jacqui Briggs / Sareena
- 2015 Saints Row: Gat out of Hell - als Shaundi
- 2013 LEGO Marvel Super Heroes - als Gamora / Maria Hill / ms. Marvel
- 2013 Saints Row IV - als Shaundi
- 2013 Marvel Heroes - als Storm / ms. Marvel
- 2012 Marvel Avengers: Battle for Earth - als Storm / Black Widow
- 2011 Saints Row: The Third - als Shaundi
- 2010 Tom Clancy's H.A.W.X 2 - als Sonnet

- Biblioteca Nacional de España: XX4775304
- Bibliothèque nationale de France: cb16664503n (data)
- International Standard Name Identifier: 0000 0001 1679 9839
- Library of Congress Control Number: no2009043985
- Virtual International Authority File: 83623671
- WorldCat: E39PBJtrTMjrWJCbh8ybvvxxDq